# U-594
| U-594                      | U-594                                                          | U-594                                                          |
| -------------------------- | -------------------------------------------------------------- | -------------------------------------------------------------- |
|                            |                                                                |                                                                |
|                            |                                                                |                                                                |
|                            |                                                                |                                                                |
| Під прапором               | Третій рейх                                                    | Третій рейх                                                    |
| Спуск на воду              | 3 вересня 1941 року                                            | 3 вересня 1941 року                                            |
| Виведений зі складу флоту  | 5 червня 1943 року                                             | 5 червня 1943 року                                             |
| Сучасний статус            | затоплений                                                     | затоплений                                                     |
| Проєкт                     |                                                                |                                                                |
| Тип ПЧ                     | Торпедний ДПЧ                                                  | Торпедний ДПЧ                                                  |
| Основні характеристики     |                                                                |                                                                |
| Швидкість (надводна)       | 17,7 вузлів                                                    | 17,7 вузлів                                                    |
| Швидкість (підводна)       | 7,6 вузлів                                                     | 7,6 вузлів                                                     |
| Робоча глибина занурення   | 100 м                                                          | 100 м                                                          |
| Гранична глибина занурення | 220 м                                                          | 220 м                                                          |
| Екіпаж                     | 44 осіб                                                        | 44 осіб                                                        |
| Розміри                    |                                                                |                                                                |
| Довжина найбільша (по КВЛ) | 67,1 м                                                         | 67,1 м                                                         |
| Ширина корпусу найб.       | 6,2 м                                                          | 6,2 м                                                          |
| Висота                     | 9,6 м                                                          | 9,6 м                                                          |
| Середня осадка (по КВЛ)    | 4,70 м                                                         | 4,70 м                                                         |
| Водотоннажність надводна   | 769 т                                                          | 769 т                                                          |
| Озброєння                  |                                                                |                                                                |
| Артилерія                  | одна палубна гармата калібру 88-мм, одна 20-мм зенітна гармата | одна палубна гармата калібру 88-мм, одна 20-мм зенітна гармата |
| Торпедно- мінне озброєння  | 4 носових і один кормовий ТА. 14 торпед або 26 мін             | 4 носових і один кормовий ТА. 14 торпед або 26 мін             |

U-594 — німецький підводний човен типу VIIC часів Другої світової війни.
Замовлення на будівництво човна було віддане 16 січня 1940 року. Човен був закладений на верфі суднобудівної компанії «Blohm + Voss» у Гамбурзі 17 грудня 1940 року під заводським номером 570, спущений на воду 3 вересня 1941 року, 30 жовтня 1941 року увійшов до складу 8-ї флотилії. Також за час служби перебував у складі 7-ї флотилії.
Човен зробив 6 бойових походів, в яких потопив 2 (загальна водотоннажність 14 390 брт) судна.
Потоплений 5 червня 1943 року в Північній Атлантиці західніше Гібралтару (36°02′ пн. ш. 10°28′ зх. д. / 36.033° пн. ш. 10.467° зх. д.) глибинними бомбами британського патрульного літака «Хадсон». Всі 50 членів екіпажу загинули.

## Командири
- Капітан-лейтенант Дітріх Гоффманн (30 жовтня 1941 — 26 липня 1942)
- Капітан-лейтенант Фрідріх Мумм (25 липня 1942 — 5 червня 1943)

## Потоплені та пошкоджені кораблі[3]
| Назва        | Тип        | Належність | Дата            | Тоннаж (БРТ) | Вантаж          | Статус    | Місце                                                       |
| Stone Street | суховантаж | Панама     | 13 вересня 1942 | 6 131        | Баласт          | потоплено | 48°18′ пн. ш. 39°43′ зх. д. / 48.300° пн. ш. 39.717° зх. д. |
| Kollbjørg    | танкер     | Норвегія   | 26 січня 1943   | 8 259        | 5 453 т вугілля | потоплено | 58°20′ пн. ш. 39°30′ зх. д. / 58.333° пн. ш. 39.500° зх. д. |